# Perugina
 (novembre 2016).
Perugina est une marque historique du secteur de la confiserie italienne. La société alimentaire qui est spécialisée dans la production et commercialisation de chocolat et confiserie a été fondée à Pérouse le 30 novembre 1907. En 1988 elle entre dans le groupe suisse Nestlé.
Le produit le plus connu est le Bacio Perugina, un rocher de chocolat fondant rempli de gianduja pâte de chocolat et noisettes broyées.

## Histoire
La « Società Perugina per la Fabbricazione dei Confetti » est fondée le 30 novembre 1907 avec un capital social de 100 000 lires ,. Elle a pour base un atelier artisanal de Pérouse et les associés sont Francesco Buitoni, Annibale Spagnoli et son épouse Luisa, Leone Ascoli et Francesco Andreani,.
En 1915 la production est transférée dans un nouveau établissement dans le quartier de Fontivegge, à proximité de la gare de Pérouse.
Dans les années 1920, la Società Perugina se rapproche de Buitoni : Giovanni Buitoni président de Buitoni en devient l'administrateur délégué. La Società Perugina per la Fabbricazione dei Confetti change de raison sociale et devient « La Perugina - Cioccolato e Confetture »,
Dans les années 1930 afin d'augmenter les ventes, la société se lance dans la promotion publicitaire.
À partir de 1935 les produits Perugina sont lancés aux États-Unis avec la fondation à New York de la société La Bomboniera, société de gestion sur la Fifth Avenue où Buitoni présentait déjà ses produits (sauces et pâtes).

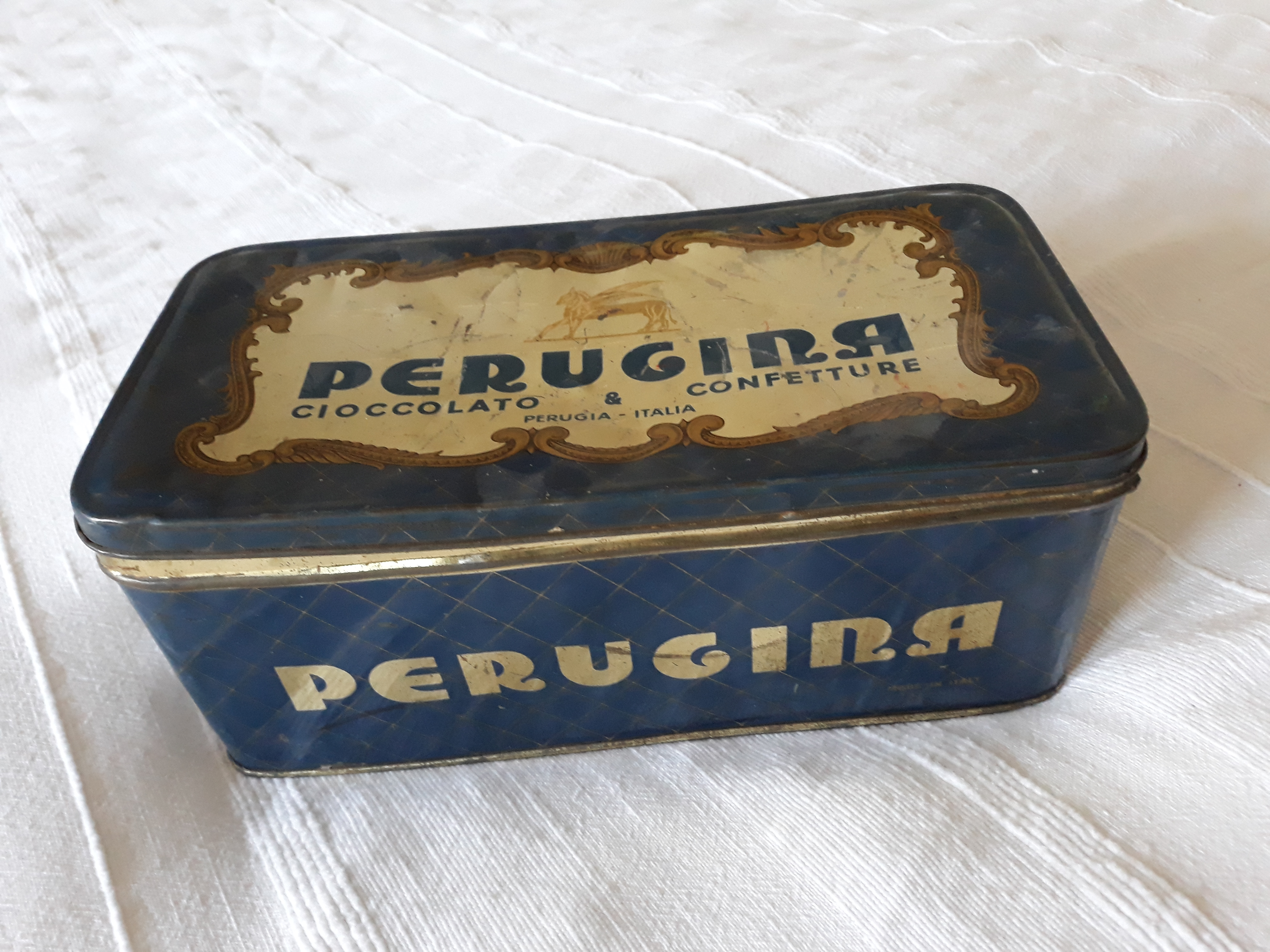
Boîte en fer blanc (vers 1955)

À partir de 1954 la production de chocolat se diversifie avec la production industrielle de masse et la vente de chocolat sous toutes ses formes aboutissant dans les années 1960 à l'ouverture de filiales dans le monde et le déménagement dans le nouveau établissement dans le quartier de San Sisto.

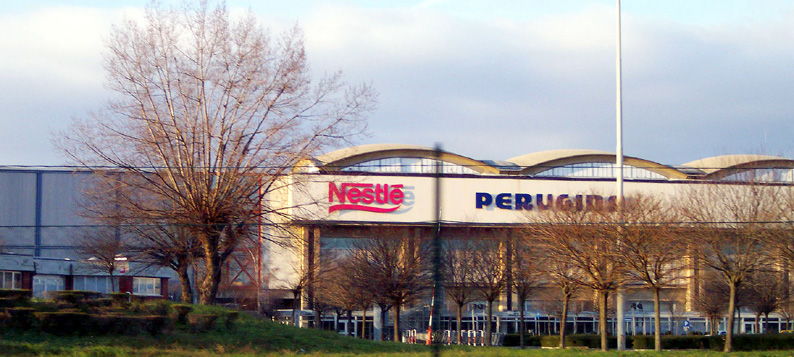
Nestlè-Perugina, établissement de San Sisto, Pérouse

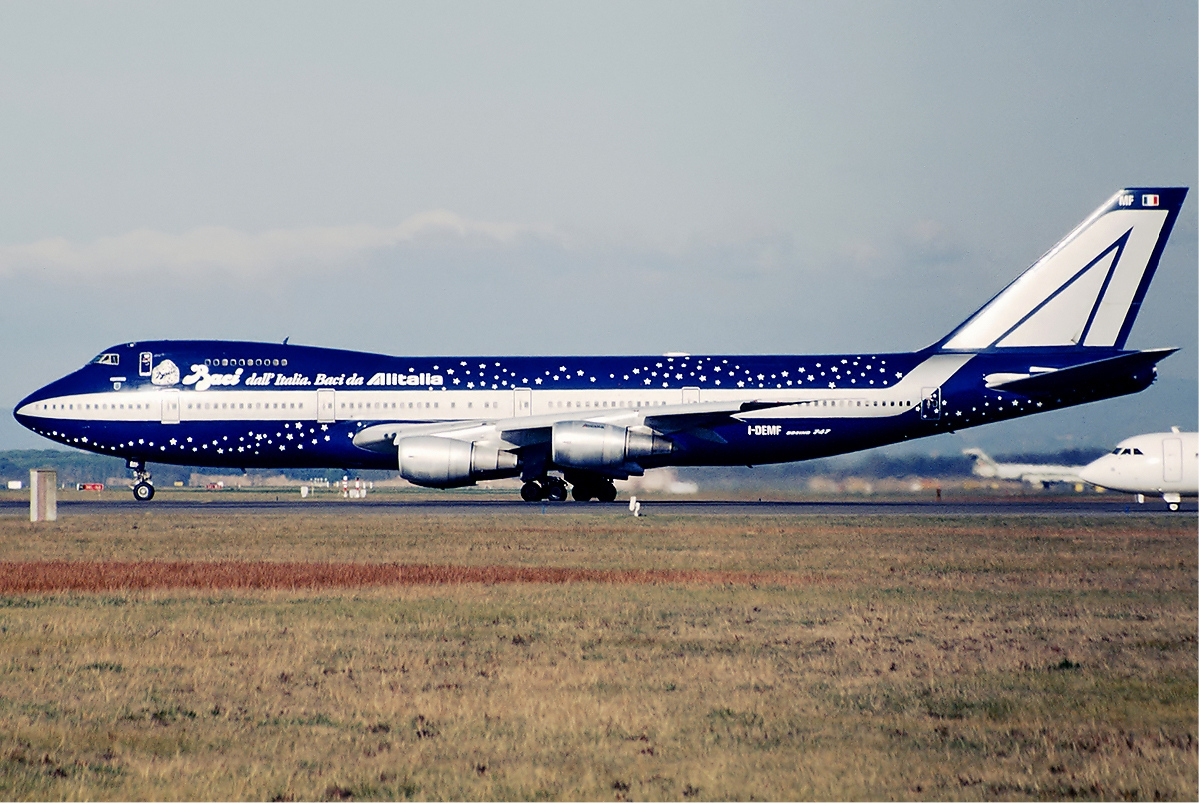
Boeing 747 de Alitalia aux couleurs de Baci Perugina

En 1969 Buitoni est incorporé à Perugina donnant naissance au groupe IBP-Industrie Buitoni Perugina qui à la suite de difficultés économiques est vendu 1985 au CIR - Compagnie Industriali Riunite (it) de Carlo De Benedetti devenant Buitoni S.p.A,
En 1988, De Benedetti cède le groupe à Nestlé dont le siège social est à Milan. À Pérouse il reste l'établissement de production où a été créé le musée historique « Casa del Cioccolato Perugina », retraçant l'histoire de la société à travers le chocolat,.
Perugina a organisé et sponsorisé de 1924 à 1927 l'épreuve de vitesse automobile Coupe de Pérouse.

## Produits principaux
- Bacio Perugina
- Œuf de Pâques
- Rossana Perugina (it)[13],[14].

### Crédits de traduction
- (it) Cet article est partiellement ou en totalité issu de l’article de Wikipédia en italien intitulé « Perugina » (voir la liste des auteurs).